# Bartolomeu de Vasconcelos da Cunha
Bartolomeu de Vasconcelos da Cunha foi um administrador colonial português.

## Biografia
Residente no Reino de Angola, filho de Vasco Mouzinho de Quevedo, teve Alvará do foro de Cavaleiro Fidalgo da Casa Real a 30 de Setembro de 1653, pelos serviços prestados na Armada da costa do Brasil, de Mazagão, na Guerra de Pernambuco, como Capitão de Infantaria, e em Angola, compondo o Juga e a Ginga, e em Massangano e Lembo, sendo eleito pelo povo Governador. Por Patente de D. Fernando Mascarenhas, 1.° Conde da Torre de juro e herdade, passada na Baía de Todos os Santos a 4 de Setembro de 1639, foi nomeado Capitão de Infantaria Espanhola do Terço do Mestre-de-Campo Fernando da Silveira ("Documentos Históricos" - XVII, 378).
Exerceu o cargo de Capitão-General na Capitania-Geral do Reino de Angola entre 1653 e outubro de 1654, de forma interina, tendo sido antecedido por Rodrigo de Miranda Henriques e sucedido por Luís Martins de Sousa Chichorro.
Irmão de Bartolomeu de Vasconcelos da Vinha, filho de Vasco Mouzinho de Quevedo, que teve Alvará de Fidalgo Cavaleiro da Casa Real a 9 de Novembro de 1653, pelos serviços que prestou em Angola e no Brasil, nos governos de Francisco de Souto-Maior, Salvador Correia de Sá e Benevides e Rodrigo de Miranda Henriques, todos do Rio de Janeiro.